# 杭州广厦体育馆
杭州广厦体育馆即杭州体育馆，位于浙江省杭州市拱墅区体育场路210号，是浙江广厦猛狮篮球俱乐部主场所在地，馆内设有5036个座位。

## 简介

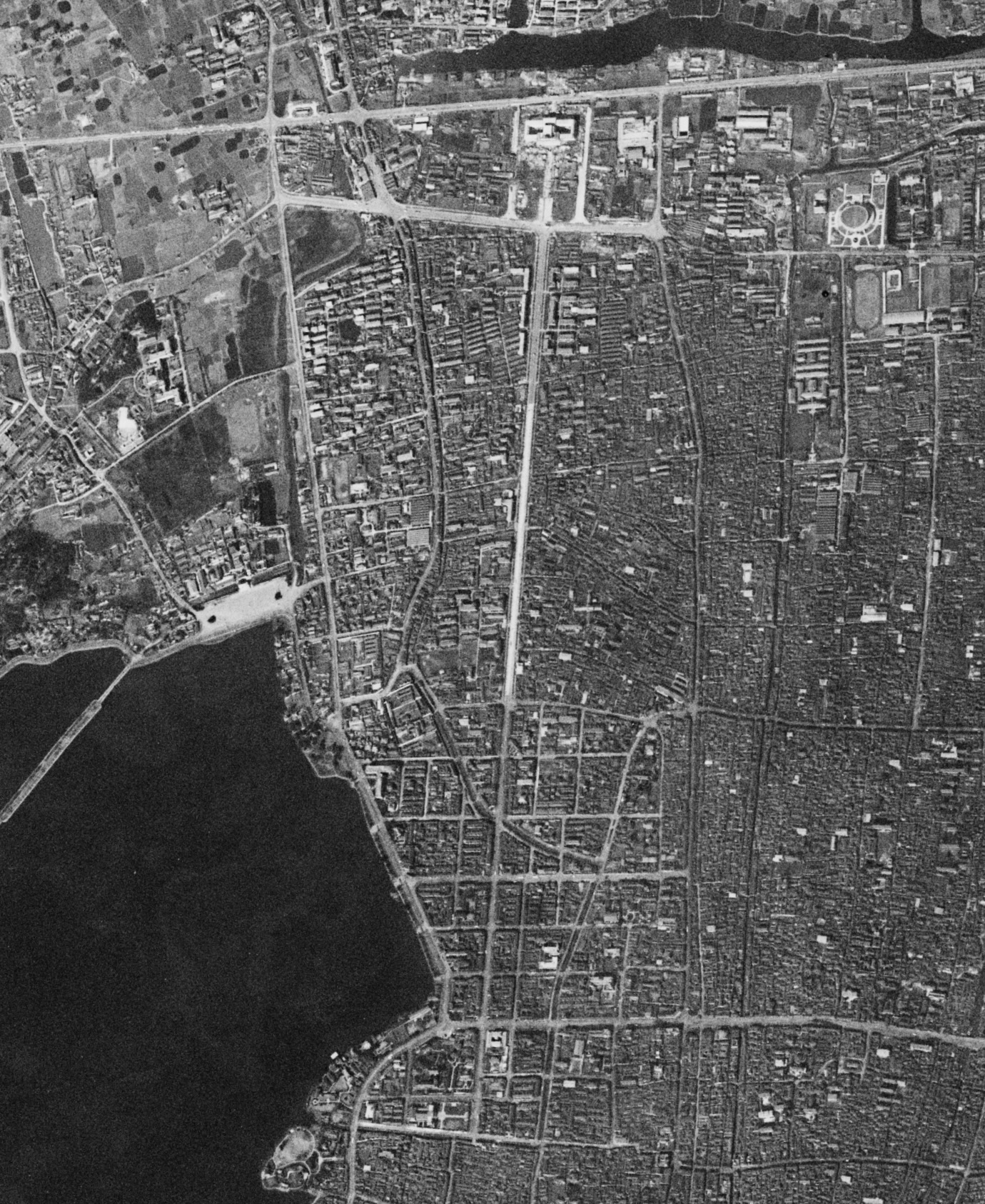
体育场路和浙江省人民体育馆（右上角）附近卫星图（1969年）

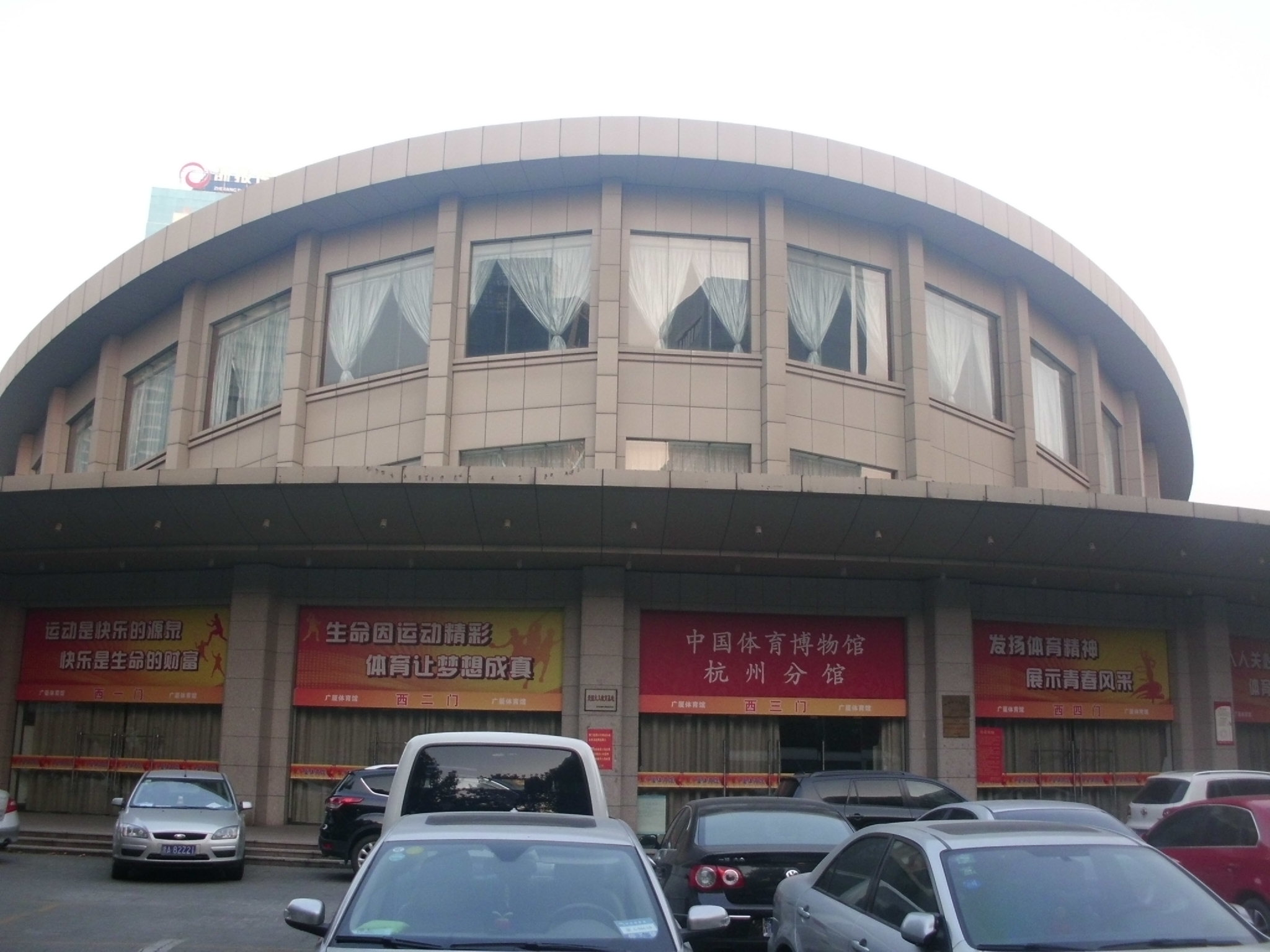
体育馆侧门

前身是建于1966年的浙江省人民体育馆，为1960年代杭州市的标志性建筑，由“中国工程设计大师”唐葆亨主持设计。2001年1月改名为杭州体育馆，并由市政府投资2000多万元进行了改造。体育馆是市民健身的好去处，免费提供太极拳、剑、木兰拳、扇、跑步和竞走等活动的场地，还开设了保龄球、飞镖、沙狐球等项目。
为了承办杭州亚运会赛事，2018年9月1日起停止对外开放，开启了持续4年的改造工程。内面和外立面都复原了1960年代的工艺和风格，馆内新建了训练馆、赛事功能用房和地下车库。2023年亚运会拳击赛事在此举行。

## 周边
周边附设场馆有杭州市体育馆羽毛球馆、杭州体育馆壁球馆，东邻浙报集团大楼，丝绸步行街和浙江体育职业技术学院隔体育场路对望。建设中的浙江省全民健身中心在其斜对面。